# Swan Quarter
Swan Quarter – jednostka osadnicza w Stanach Zjednoczonych, w stanie Karolina Północna, siedziba administracyjna hrabstwa Hyde, nad Oceanem Atlantyckim.